# Breinig
Breinig is een plaats in de Duitse gemeente Stolberg (Rheinland), deelstaat Noordrijn-Westfalen, en telt 5.910 inwoners (2006).

## Geschiedenis
Breinig werd voor het eerst schriftelijk vermeld in 1303 als Bredenych, maar reeds de Romeinen ontgonnen de afzettingen van zink- en looderts die in de nabijheid aanwezig waren. Er werden resten van keltisch-romeinse huizen in blauwe hardsteen aangetroffen, evenals primitieve smeltovens. Breinig lag ook nabij de Via Belgica.
In 817 kwam Breinig aan de Abdij van Kornelimünster. Het werd in 881 door de Vikingen en in 1310 door de burgers van Aken verwoest. Aan het einde van de Dertigjarige Oorlog, in 1648, werd het dorp opnieuw geplunderd.
In 1731 werd de Sint-Babarakapel gesticht. Op 18 februari 1756 vond een aardbeving plaats die tal van huizen verwoestte. Op de plaats van de kapel verrees in 1852-1858 de Sint-Barbarakerk naar een ontwerp van Johann Peter Cremer.
Aangezien het zink, afkomstig van de Erzgrube Breinigerberg, toepassing vond bij de bereiding van messing, kwam het dorp tot een zekere welstand. Er werkten wel 700 mensen in de groeve en in de metallurgie. De ertswinning vond vanaf de 2e helft van de 19e eeuw op meer industriële schaal plaats. Diverse groeven werden toen samengevoegd. Men dolf tot een diepte van 103 meter diepte. In 1883 sloot de groeve. In 1921 werd het laatste schachtgebouw afgebroken. Ook was er de Erzgrube Cornelia, waar tot 1920 ijzererts werd gewonnen ten behoeve van de staalfabrieken in Aken-Rothe Erde.
In 1972 werd Breinig onderdeel van de stad Stolberg.

## Bezienswaardigheden
- Sint-Barbarakerk, in vroege neogotiek.
- Het historisch dorpscentrum Alt Breinig.
- Station Breinig van 1889, niet meer in gebruik.

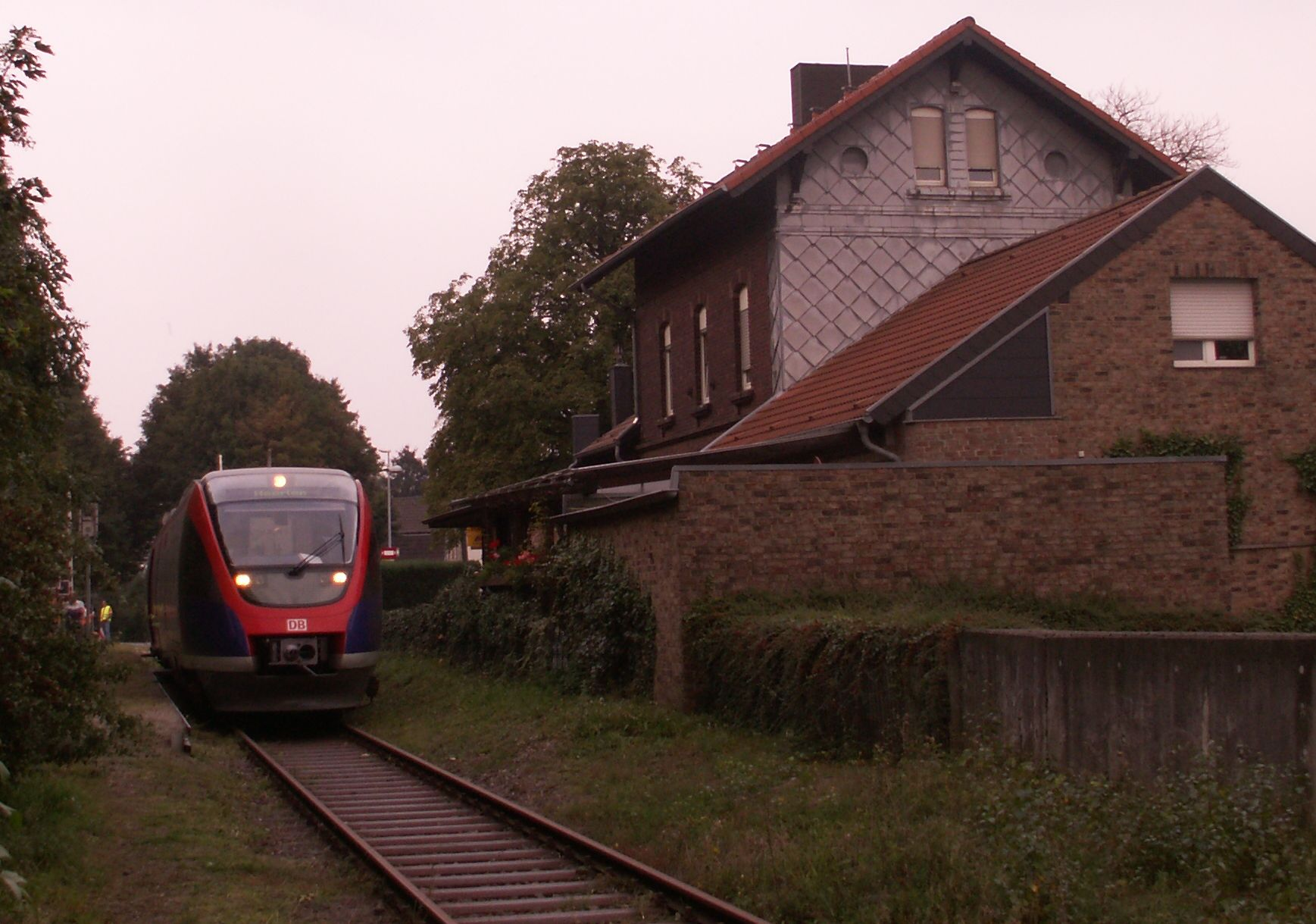
Station Breinig
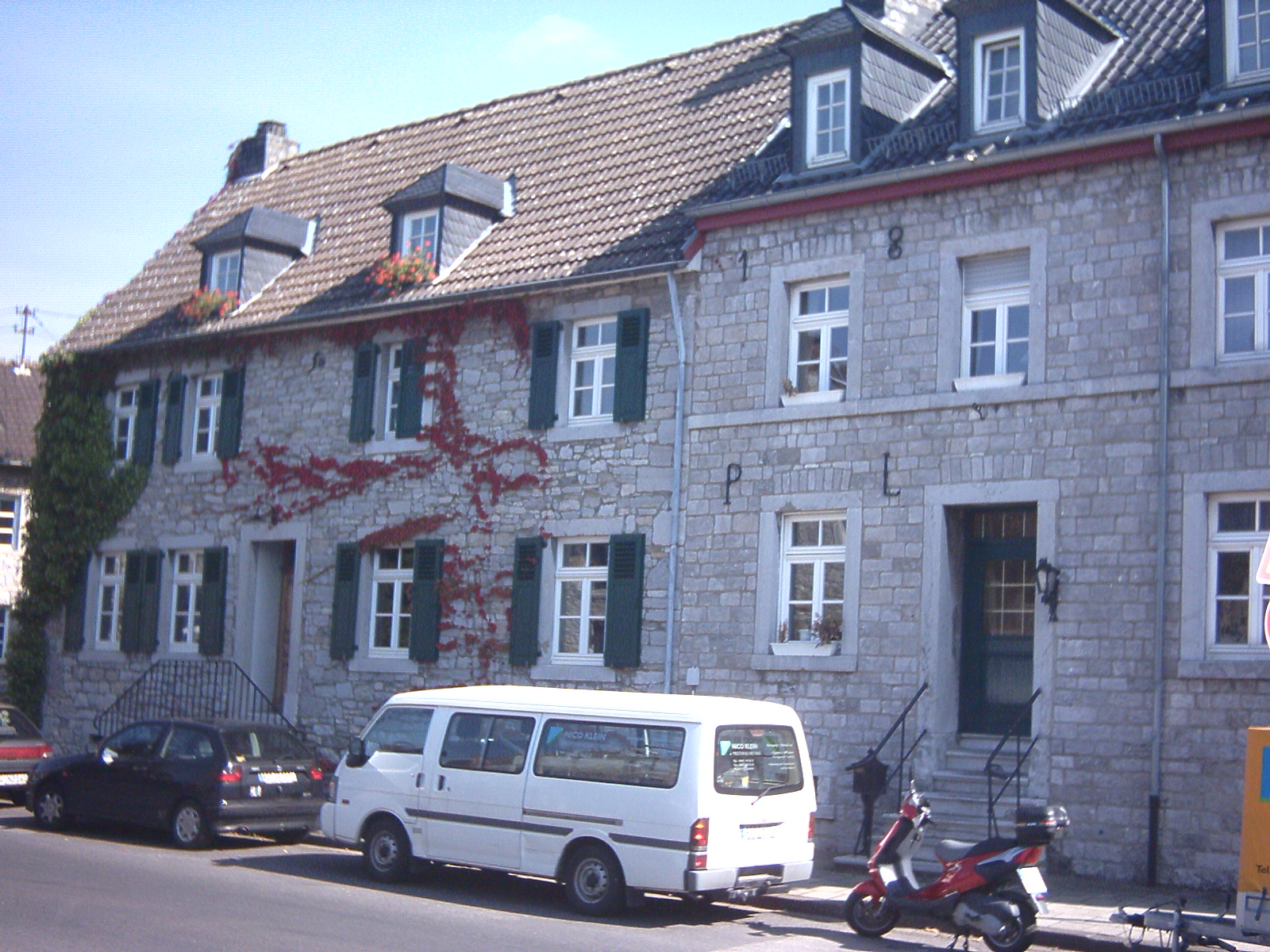
Huizen in blauwe hardsteen
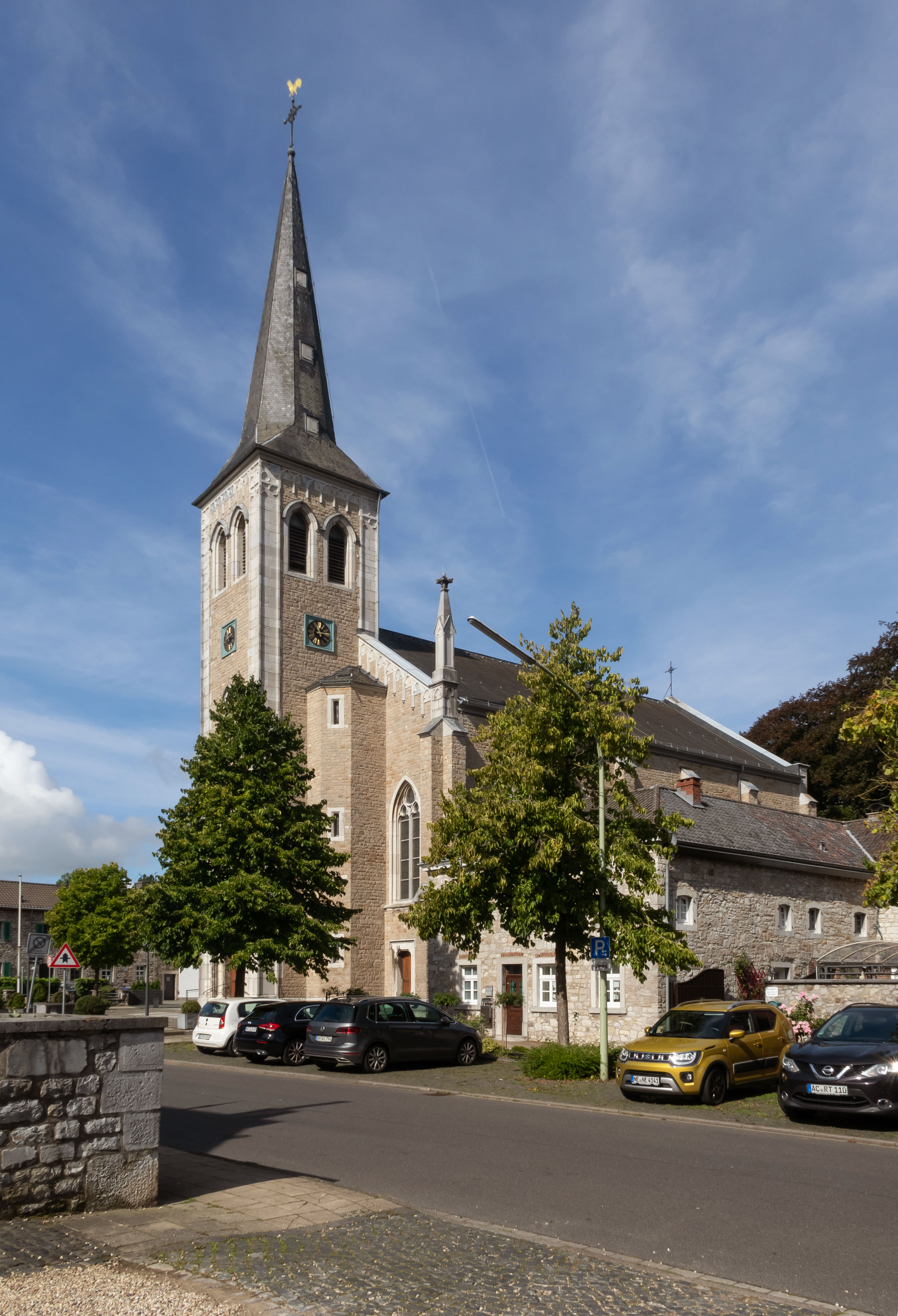
Sint-Barbarakerk
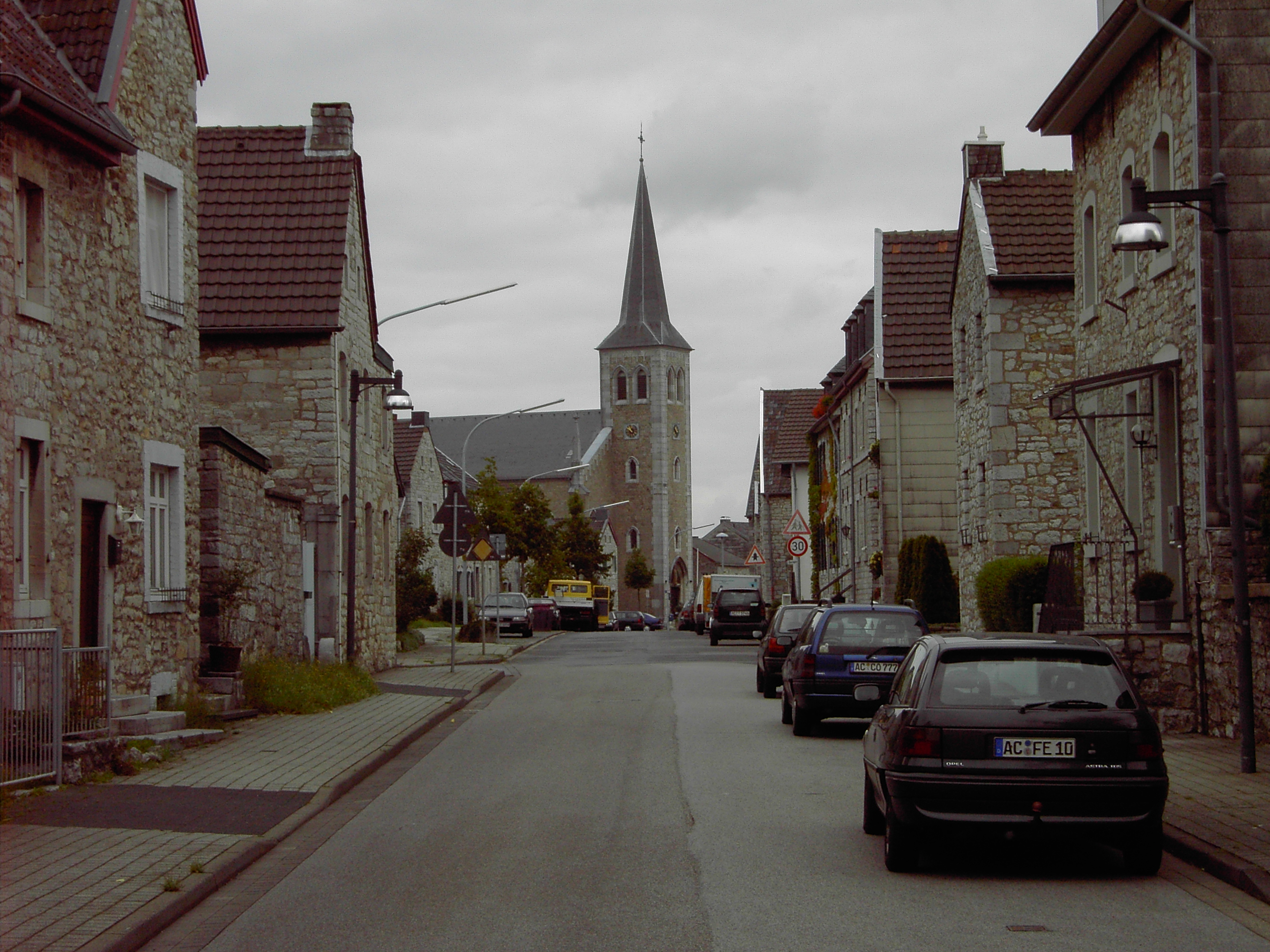
Alt Breinig

## Natuur en landschap
Breinig ligt in het voorland van de Eifel, op een hoogte van ongeveer 280 meter. Ten zuidoosten van Breinig ligt het Münsterwald met als hogste punt 335 meter.
In het zuiden ligt het Naturschutzgebiet Schomet, een natuurreservaat dat een verlaten groeve van blauwe hardsteen omvat. In het noorden ligt het Naturschutzgebiet Schlangenberg, het terrein van een voormalige zink- en loodmijn, met onder meer kalkgraslanden en zinkflora. Dan is er het Naturschutzgebiet Bärenstein, een in 1966 verlaten groeve voor kalksteen en dolomiet.

## Nabijgelegen kernen
Venwegen, Hahn, Vicht, Mausbach, Büsbach, Zweifall